# European Journal of Inorganic Chemistry
Das European Journal of Inorganic Chemistry (Abkürzung: Eur. J. Inorg. Chem.) ist eine Peer-Review Fachzeitschrift, die seit 1998 vom Wiley-VCH Verlag herausgegeben wird. Sie behandelt Themen aus den Gebieten der anorganischen Chemie und der physikalisch-anorganischen Chemie. Die Zeitschrift erscheint dreimal im Monat.
Das European Journal of Inorganic Chemistry ging 1998 aus folgenden in- und ausländischen Chemiezeitschriften hervor:
- Chemische Berichte – vorm. Chem. Berichte – Recueil
- Recueil des Travaux Chimiques des Pays-Bas – vorm. Chem. Berichte – Recueil
- Bulletin des Sociétés Chimiques Belges
- Bulletin de la Société Chimique de France
- Gazzetta Chimica Italiana
- Anales de Química
- Chimika Chronika
- Revista Portuguesa de Química
- ACH-Models in Chemistry

Der Impact Factor lag im Jahr 2019 bei 2,529. Nach der Statistik des ISI Web of Knowledge wird das Journal mit diesem Impact Factor in der Kategorie anorganische und Kernchemie an 16. Stelle von 45 Zeitschriften geführt.